# Tytthoscincus kakikecil
Tytthoscincus kakikecil — вид сцинкоподібних ящірок родини сцинкових (Scincidae). Ендемік Малайзії. Описаний у 2017 році.

## Поширення і екологія
Tytthoscincus kakikecil відомі з типової місцевості, розташованої в районі станції Фрезерс-Хілл в горах Тітіванґса, на південному заході штату Паханг на Малайському півострові, на висоті 1271 м над рівнем моря. Вони живуть в гірських діптерокарпових лісах, серед опалого листя.